# ایرانیان در قرآن
در سوره حج آیه ۱۷ ایرانیان و میترائیسم را مجوس یا زندی خوانده.
معنی مجوس یعنی پیرو دین میترا یا مهرپرستی.
دین میترا یا مهرپرستی، یک دین الهی بر مبنای حقایق آسمان و منطقه البروج و یک دین جهانی است و هزاران سال قبل از دین زرتشت بر ایران و بسیاری از نقاط جهان فراگیر بوده‌است.
موبدان میترائیسم یا به عبارتی رؤسا و پادشاهان میترایی را مغ یا مغان می‌نامند. همین کلمه در زبان آرامی امگوشا و مگوش و در زبان سریانی مجوس، مگوش آمده که به معنای میترایی و مجوس می‌باشد. وجوه دیگر این کلمه در زبان سریانی چنین است: مگش، مگشا، مگوشانا، مگوشیا، مگوشوتو، به معنای مجوسییت و اصول دین میترا که بر مبنای حقایق آسمان است که از مگوشا یعنی مجوس که کلدانی است، گرفته شده‌است. گمان می‌رود که این معنی از کتیبه بیستون گرفته شده باشد. کلمه مجوس در قرآن احتمالاً از مگوشای سریانی اخذ شده‌است. ایرانیان از اَعلام تصریح‌ناشده در قرآن است که مفسرانِ بسیاری ذیل آیات ۵۴ مائده، ۱۳۳ نساء، ۳۹ توبه، ۲ تا ۹ روم و برخی آیات دیگر از آنها یاد کرده و این آیات را بر آنان تطبیق داده‌اند.
ایرانیان، که در منابع اسلامی از آنها به «فُرْس» (جمعِ مکسرِ فارسی) تعبیر می‌شود، به ساکنان سرزمین ایران بزرگ گفته می‌شود. این سرزمین شامل فلات وسیع ایران بوده‌است، که از شرق به رود سند (در پاکستان کنونی)، از غرب به جلگهٔ بین‌النهرین (عراق کنونی)، از شمال به دریای خزر، از شمال‌شرق به رود جیحون و از جنوب به خلیج فارس محدود می‌شد.